# Прапор Уральської Республіки

Найбільш розповсюджений проект прапору Уральської Республіки

Прапор Тимчасового сибірського уряду (прототип)

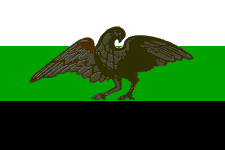
Прапор політичного громадського об'єднання Перетворення Уралу

Прапор Демократичного Комітету захисту Уралу

ПрапорТимчасового обласного уряду Уралу (1918 рік)

Прапор Уральської Республіки — офіційний символ, передбачений статтею 34 легітимної конституції Уральської Республіки, яка не була прийнята до 9 листопада 1993 року, коли Президент Російської Федерації Борис Єльцин видав протизаконний Указ № 1874 про розпуск Свердловської обласної Ради народних депутатів.

## Потенційні прапори

### Біло-зелено-чорний прапор
Найбільш вірогідний претендент на прийняття як офіційного символу Уральської Республіки. Прапор являє собою прямокутне полотнище із співвідношенням висоти до довжини 2:3 або 1:2, створене за образом прапора Російської Федерації, що складається з трьох рівновеликих горизонтальних смуг: верхньої — білого, середньої — зеленого (малахітового) і нижнього чорного кольору. За аналогією з біло-зеленим прапором Сибірського уряду білий колір символізував сніг, а зелений — ліси, чорний колір — Уральські гори. Так само в загальноуральському масштабі, смуги зверху вниз символізують Північний, Середній і Південний Урал. Існує версія про те, що кольори прапора «переграють» кольори родового герба Демидових. Прапор вперше було піднято в 1989 році на Культурологічному конгресі народів мансі в Ураї. Використовувався Автономістським рухом Уральських обласників з 1991 року, в тому числі, для розмальовки обкладинки видаваного Баковим в 1991—1992 роках журналу «Уральський областник». З зображеною по центру прапора золотою горлицею був прапором політичного громадського об'єднання Перетворення Уралу, лідером якого був губернатор Свердловської області Едуард Россель. Антоном Баковим було викарбувано 5000 значків-прапорів без сокола для членів руху. В даний час прапор використовується громадськими рухами найрізноманітніших спрямувань: від уральських автономістів і сепаратистів до прихильників  об'єднання Курганської, Свердловської і Челябінської областей в єдиний суб'єкт Зауральський край.

### Чорно-жовто-зелений прапор
Прапор являє з себе прямокутне полотнище із співвідношенням висоти до довжини 2:3 і складається з трьох рівновеликих смуг: верхньої — чорного, середньої — жовтого і нижньої — зеленого кольору. Використовувався Демократичним Комітетом захисту Уралу в 1990 році.

### Прапор Тимчасового обласного уряду Уралу (1918 р)
Так само можливим прапором Уральської республіки міг стати прапор Тимчасового Обласного Уряду Уралу існував з серпня по листопад 1918 року. Прапор складався з двох рівних смуг: верхньої — яскраво червоної і нижньої — світло зеленого кольору. Був затверджений постановою № 6 від 23 жовтня 1918 року «Про прапор області Уралу».

## Цікаві факти
- На прапорах немає панслов'янських кольорів, хоча населення Уральської республіки і Великої Уральської республіки на понад 80 % мало б слов'янську національність.
- Біло-зелено-чорний прапор нагадує прапор  Тимчасового сибірського уряду що складається з рівновеликих верхньої — білої і нижньої — зеленої горизонтальних смуг, що існував під час  громадянської війни в Росії (1917—1922). Існує так само діагональна версія прапора, яка використовувалася  Сибірською республікою.
- На сучасному прапорі Свердловської області присутні біла і малахітова смуги.